# Pommern (1692)
Pommern (56 kanoner) var ett svenskt linjeskepp som byggdes av Charles Sheldon såsom första fartyg på Lindholmsvarvet i Karlskrona år 1692.
Deltog i expeditionen mot Danmark år 1700 och i slaget vid Köge bukt 1710 och sjöslaget under Rügen 1715. Var Karl Georg Siöblads chefsfartyg i det djärva och framgångsrika rädföretaget mot ryska skärgårdsflottan i Ålands skärgård vid slaget vid Ledsund 1720. Ombyggd 1738–1740.
Ingick i 1757 och 1762 års förenade flottor. Upphuggen 1770.